# Dictya gaigei
Dictya gaigei är en tvåvingeart som beskrevs av Steyskal 1938. Dictya gaigei ingår i släktet Dictya och familjen kärrflugor. Inga underarter finns listade i Catalogue of Life.